# 核糖核酸外切酶

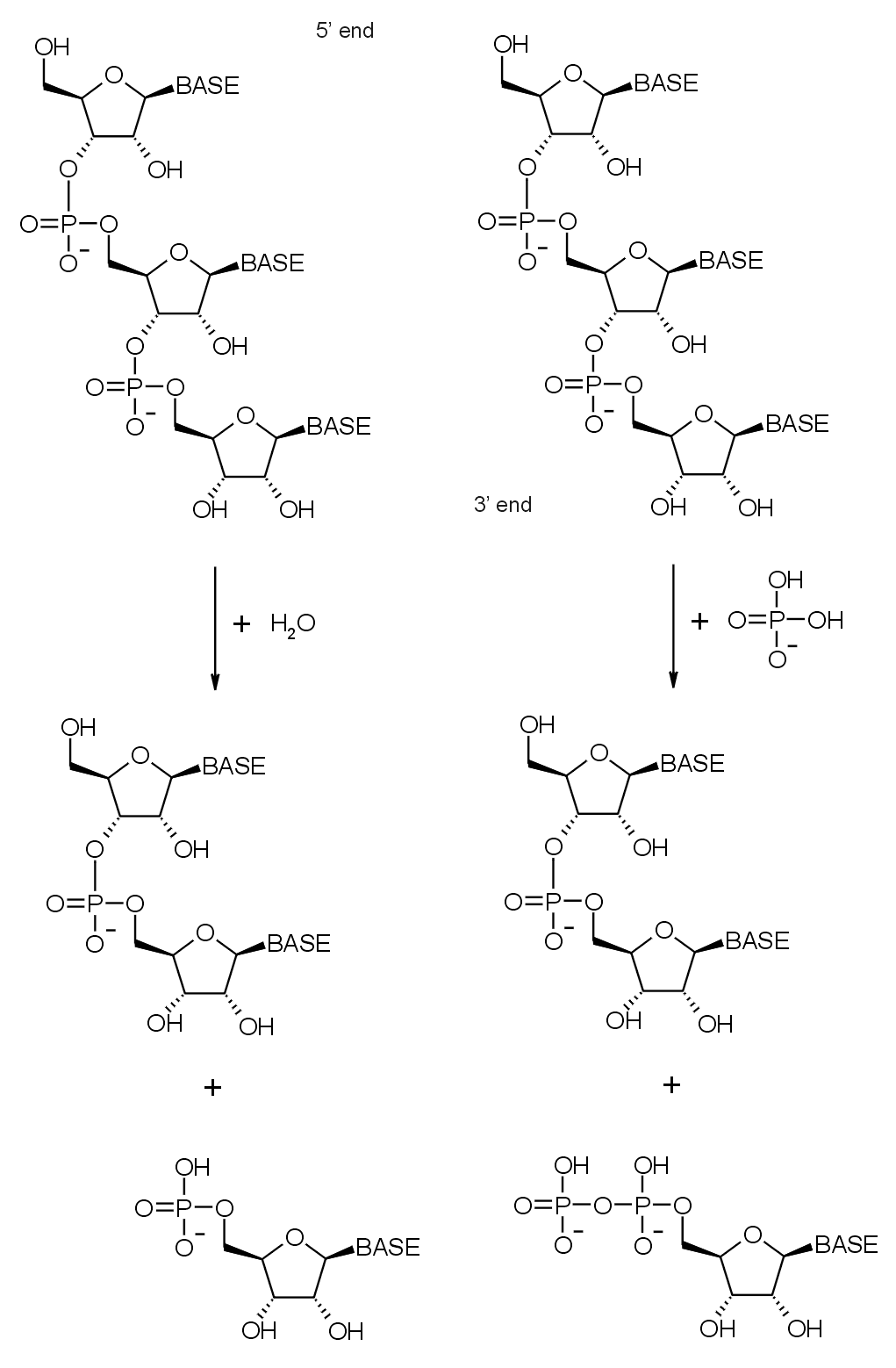
RNA分別透過水解（左方）和磷酸解（右方）的3'端解解反應簡圖。

核糖核酸外切酶（Exoribonucleases）是核糖核酸（RNA）的外切酶，是一種能降解RNA，並将5'端或3'端的核苷酸移除的酶。能移除5'端核苷酸的這種酶稱作「5'-3'核糖核酸外切酶」，而能移除3'端的則稱作「3'-5'核糖核酸外切酶」。
此類酶有兩種機理，分別是以水（水解活性）或以無機磷酸鹽（磷酸解活性）去破壞RNA上的核苷酸-核苷酸鍵。水解核糖核酸外切酶分類在EC3.1中，因以水去降解RNA，因此生成單磷酸核苷；而以無機磷酸鹽降解的則因有外在磷酸鹽加在生成分子上，因此形成二磷酸核苷。
核糖核酸外切酶存在於所有生命的界別中，包括細菌、古菌及所有真核生物。能對不同類別的RNA種類作用，包括信使RNA、tRNA、核糖體RNA及微RNA。核糖核酸外切酶可簡單如單個蛋白質分子的（如核糖核酸酶D和核糖核酸酶PH），亦可以複雜至包含多個蛋白質分子的外切體複合物（當中包括核糖核酸外切酶的四個家族）。

## 主要家族
| 家族 | 成員例子         | 分佈                     | 催化活性    |
| ---- | ---------------- | ------------------------ | ----------- |
| RNR  | 核糖核酸酶R      | 部分細菌及所有真核生物   | 3'-5'水解   |
| RNR  | 核糖核酸酶II     | 部分細菌及所有真核生物   | 3'-5'水解   |
| RNR  | Rrp44            | 部分細菌及所有真核生物   | 3'-5'水解   |
| DEDD | 核糖核酸酶D      | 部分細菌及所有真核生物   | 3'-5'水解   |
| DEDD | 核糖核酸酶T      | 部分細菌及所有真核生物   | 3'-5'水解   |
| DEDD | PM/Scl-100       | 部分細菌及所有真核生物   | 3'-5'水解   |
| DEDD | 寡核苷酸酶       | 部分細菌及所有真核生物   | 3'-5'水解   |
| RBN  | RNase BN         | 部分細菌                 | 3'-5'水解   |
| PDX  | PNPase           | 所有界                   | 3'-5'磷酸解 |
| PDX  | PM/Scl-75        | 所有界                   | 3'-5'磷酸解 |
| PDX  | 核糖核酸酶PH     | 所有界                   | 3'-5'磷酸解 |
| RRP4 | Rrp4             | 所有真核生物及大部分古菌 | 3'-5'水解   |
| 5PX  | 核糖核酸外切酶I  | 所有真核生物             | 5'-3'水解   |
| 5PX  | 核糖核酸外切酶II | 所有真核生物             | 5'-3'水解   |

## 外部連結
- 醫學主題詞表（MeSH）：Exoribonucleases